# Varpasaari (ö i Norra Savolax, Norra Savolax, lat 63,31, long 26,61)
Varpasaari är en ö i Finland. Den ligger i sjön Pielavesi och i kommunen Pielavesi i den ekonomiska regionen  Övre Savolax ekonomiska region  och landskapet Norra Savolax, i den centrala delen av landet, 400 km norr om huvudstaden Helsingfors. Öns area är 10,3 hektar och dess största längd är 0,6 kilometer i nord-sydlig riktning.